# Creep (сингл Mobb Deep)
«Creep» — четвертий і останній сингл із сьомого студійного альбому американського реп-дуету Mobb Deep Blood Money. На пісню зняли кліп, однак його прем'єра так і не відбулась. У 2009 radioplanet.tv оприлюднили відео зі студійним виконанням пісні. Бі-сайд «It's Alright» записано з участю Мері Джей Блайдж та 50 Cent.

## Список пісень

### Сторона А
1. «Creep» (Clean Version)
2. «Creep» (Dirty Version)
3. «Creep» (Instrumental)

### Сторона Б
1. «It's Alright» (Clean Version)
2. «It's Alright» (Dirty Version)
3. «It's Alright» (Instrumental)